# Aspagur I. od Iberije
Aspagur I. od Iberije (gruz. ასფაგურ I), iz dinastije Arsakida, bio je kralj Iberije od 265. do 284. godine.
Prema srednjovjekovnim Gruzijskim kronikama, Aspagur je bio 23. ili 25. kralj Iberije koji se, zajedno s Armencima, odupirao sasanidsko-perziskoj ekspanziji na Kavkaz. Njegova se vladavina vjerojatno poklopila s privremenim ponovnim potvrđivanjem rimske kontrole nad regijom pod carevima Aurelijanom i Karom. Izvještava se da je poražen u perzijskoj invaziji, te da je umro u progonstvu u Alaniji. Prema ljetopisu Život kraljeva, bio je posljednji kralj iz svoje dinastijske linije. Za njegovu se kćer Abešuru tvrdi da je bila udana za Mirijana III., koji će ga naslijediti na prijestolju i postati prvi gruzijski kralj koji je zagovarao kršćanstvo.